# Franz Rauscher (Politiker, 1885)
Franz Rauscher (* 17. Jänner 1885 in Schladming; † 11. Juni 1962 in Feldkirch) war ein österreichischer Politiker (SPÖ/KPÖ). Rauscher war von 1918 bis 1932 Abgeordneter zum Vorarlberger Landtag und in den Jahren 1918 bis 1920 als Landesrat Mitglied der Vorarlberger Landesregierung.

## Leben und Wirken
Franz Rauscher wurde am 17. Jänner 1885 als Sohn der Dienstmagd Anna Rauscher in der steirischen Stadt Schladming geboren. Seine Schulausbildung begann Rauscher in Schladming mit dem Besuch der dreijährigen Volksschule und der Gewerbeschule. Anschließend absolvierte er eine drei Jahre dauernde Lehre als Schlosser und Schmied. Zudem absolvierte er zwei Jahre lang seinen Militärdienst beim Kaiserschützenregiment Nr. 4 in Klagenfurt. Im Jahr 1909 trat Rauscher schließlich in den Dienst der k.k. Staatsbahnen als Maschinenschlosser in der Bahnwerkstätte am Bahnhof Feldkirch ein. Am 8. Juli 1912 heiratete Franz Rauscher in Altenstadt seine erste Frau Maria Franziska, mit der er 1918 einen Sohn bekam. In den Kriegsjahren 1914 bis 1918 diente er als Schlosser bei den Staatsbahnen in Triest, Persen und Primolana.
Erstmals politisch tätig wurde Franz Rauscher im Jahr 1916, als er als Mitglied der Gemeindevertretung von Altenstadt gewählt wurde. Am 3. November 1918 wurde Rauscher zudem als sozialdemokratischer Landesrat angelobt, in den Jahren 1919 und 1920 übte er dieses Amt in Vertretung von Fritz Preiß weiter aus. Ab 1919 bis 1928 war er in weiterer Folge für die Sozialdemokraten Mitglied der Feldkircher Stadtvertretung. Landtagsabgeordneter des Vorarlberger Landtags war Franz Rauscher vom 3. November 1918 bis zum 21. November 1932 als Abgeordneter des Wahlbezirks Feldkirch.
Anfang Juni 1936 wurde Franz Rauscher wegen des Verdachts auf im Ständestaat verbotene politische Betätigung verhaftet, im Oktober aber wegen Mangels an Beweisen wieder frei gelassen. Vom 20. April bis zum 28. Mai 1937 befand er sich erneut wegen desselben Verdachts in Haft. Mit dem Anschluss Österreichs an das Deutsche Reich unter den Nationalsozialisten wurde Rauscher im März 1938 für weitere sechs Monate in Haft genommen und sein Haus in der Folge mehrfach durchsucht. 1939/40 wurde er zum Kriegsdienst als Dampfmaschinen-Schlosser bei den Illwerke-Kraftwerken Rodund, Latschau und Vermunt sowie beim Kraftwerk Kaprun eingesetzt. 1941 diente er bei den Steirischen Elektrizitätswerken in Niklasdorf und Bruck an der Mur, 1943 bei den Tauernkraftwerken in Kaprun. Nach dem Zweiten Weltkrieg und der Befreiung Österreichs trat Franz Rauscher im September 1946 der Kommunistischen Partei Österreichs bei. Nachdem seine erste Frau am 14. Mai 1945 gestorben war, heiratete Rauscher am 22. März 1947 in Feldkirch seine zweite Frau Hedwig Maria.